# Люхово (Великопольське воєводство)
Люхово (пол. Luchowo, нім. Buchen, Kreis Wirsitz) — село в Польщі, у гміні Лобжениця Пільського повіту Великопольського воєводства.
Населення — 678 осіб (2011).
У 1975-1998 роках село належало до Пільського воєводства.

## Демографія
Демографічна структура станом на 31 березня 2011 року:
|          | Загалом | Допрацездатний вік | Працездатний вік | Постпрацездатний вік |
| -------- | ------- | ------------------ | ---------------- | -------------------- |
| Чоловіки | 339     | 91                 | 221              | 27                   |
| Жінки    | 339     | 73                 | 202              | 64                   |
| Разом    | 678     | 164                | 423              | 91                   |